# 자전거 변속기

도로 자전거에 앞,뒤 변속기가 붙은 구동계

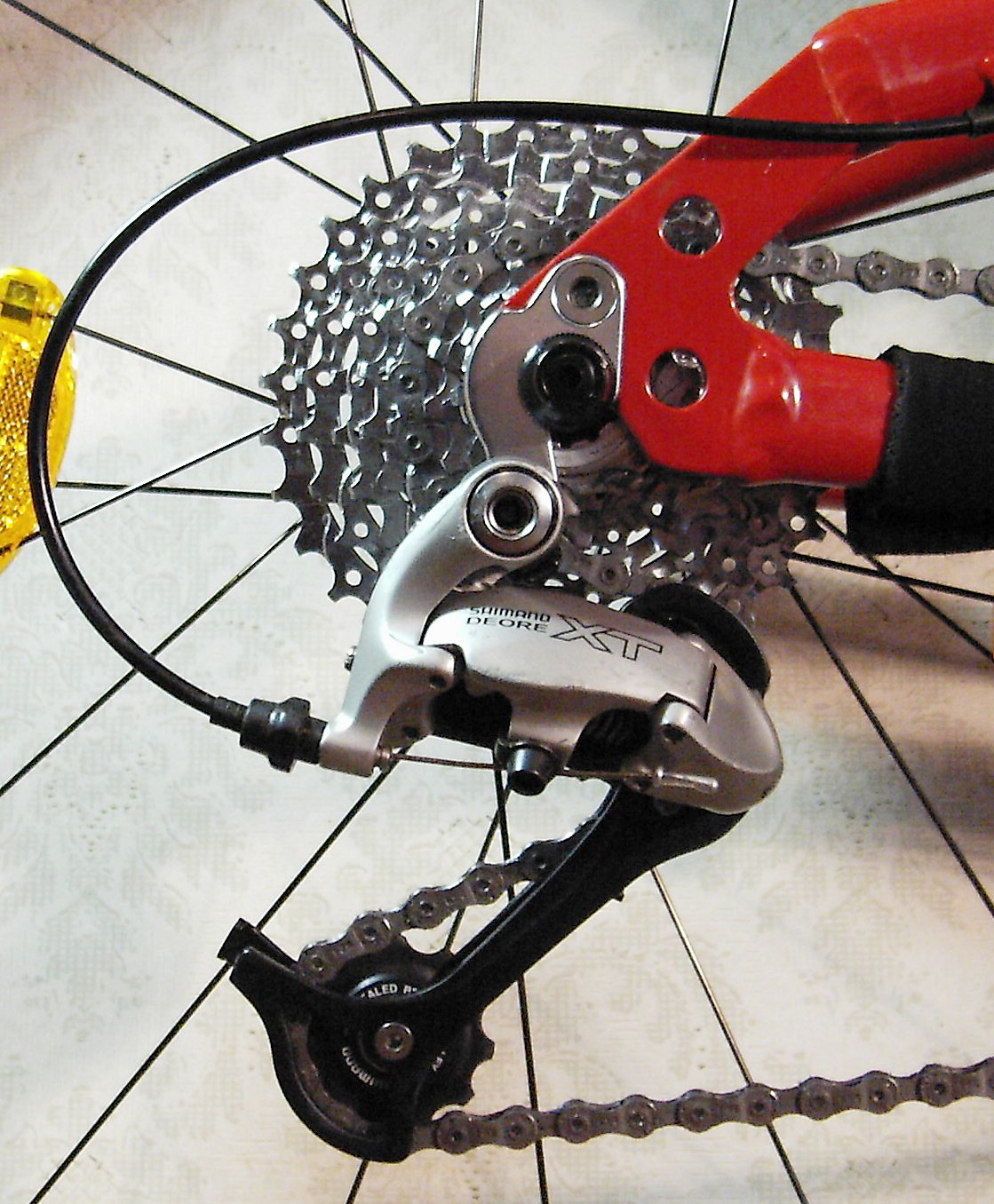
산악 자전거 시마노 XT 뒷 변속기

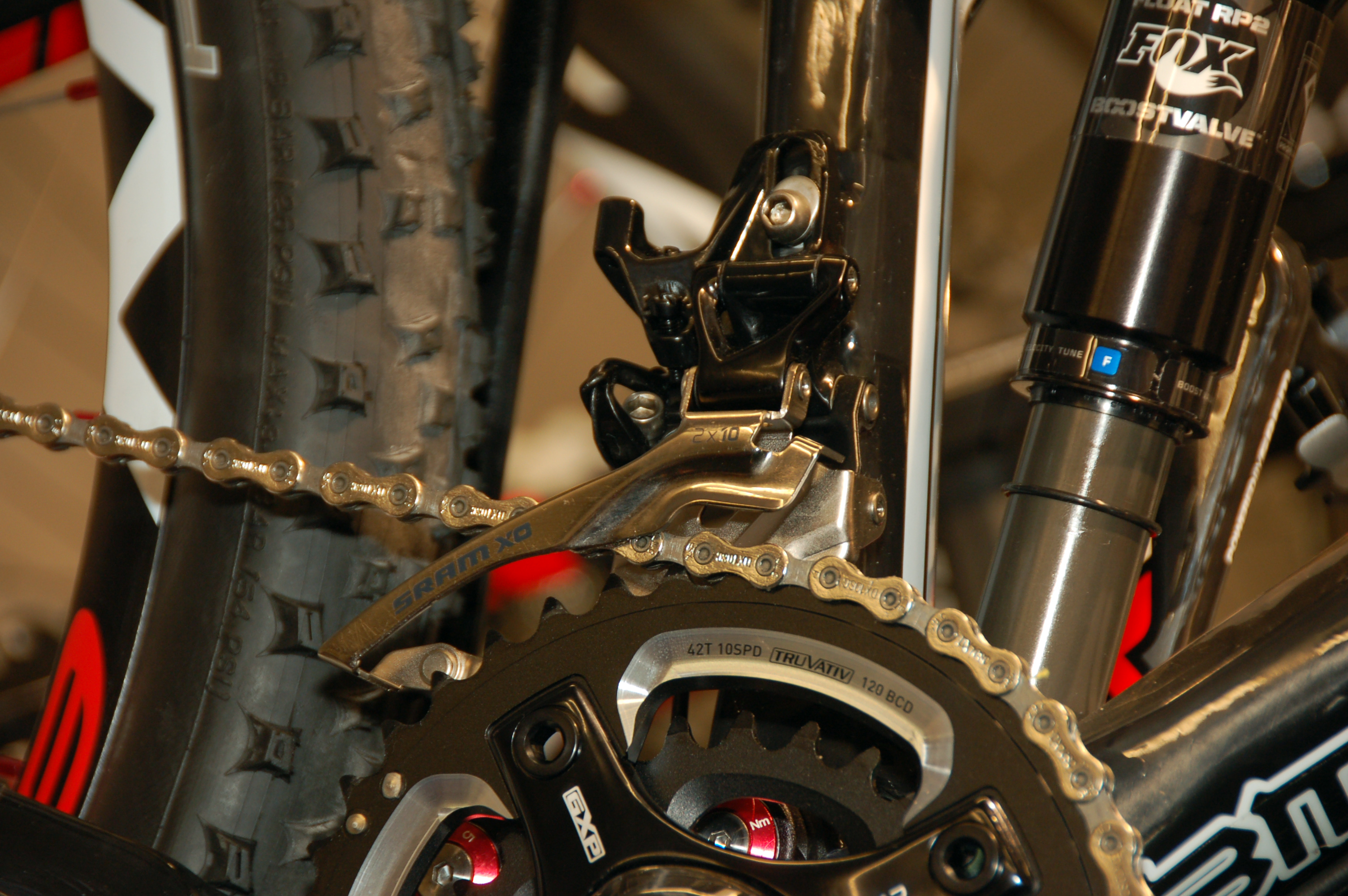
SRAM 앞 변속기가 쓰인 산악 자전거

자전거 변속기는 자전거의 기어비를 바꿀 수 있게 만드는 기계 장치로, 자전거 사슬이 서로 다른 크기의 사슬 톱니에 연결하여 변속하는 부품 조합을 부르는 말이다.
자전거 앞, 뒤 변속기는, 변속 레버를 움직여 보우던 선을 당기면 사슬 가이드가 이동하면서, 사슬 톱니에 놓인 사슬위치를 이리저리 바꾸어 주는 원리로 작동한다.

## 용어
다른 사슬 톱니로 이동시키는 구조를 영어권에서는 드레일링(derailing), 이 변속 톱니는 드레일러 기어(Derailleur gears)라고 한다.

## 역사
19세기 말에 다양한 자전거 변속기가 출현했는데, 프랑스 자전거 여행가이자 소설가인 폴 드 비비는 1905년에 2단 뒷 변속기를 발명해서 알프스를 오르곤 했다.
초기 제품은 톱니를 바꾸는 막대를 썼다. 1928년에는 “슈퍼 챔피언 기어”가 등장했다.
1937년에는 변속 시스템이 뚜르 드 프랑스에 도입되었다. 1949년에는 캠패놀로가 철선으로 움직이는 평행사변형 뒷 변속기인 그랜 스포트를 크게 성공시켰다. 1964년 선투어가 조키 풀리로 다른 크기의 사슬 톱니에서도 일정한 거리를 유지시켜 주는 경사 평행사변형 뒷 변속기를 선보였다.
1985년 시마노가 변속 레버, 변속기, 콕셋, 체인링, 사슬, 변속선 등을 한 벌로 선보인 이래, 도로 자전거 분야의 캠패놀로, SRAM과 함께 주요 자전거 부품 회사가 되었다.

## 변속기 형태
최근 보통 산악 자전거는 뒷 변속 기어가 9단이며, 2000년 들어 경주 자전거 분야에 10단 뒷 변속기가 나타났다. 산악 자전거의 앞 변속 기어는 보통 3단, 도로 자전거는 보통 2단 변속 기어를 많이 쓴다.

### 뒷 변속기
사슬 톱니 위치만 바꾸어 주는 앞 변속기와 달리, 뒷 변속기는 앞 사슬 톱니(체인링)를 바꾸거나 뒷 사슬 톱니를 바꿀때 전체 사슬 길이가 변화함에 따른 장력까지 조절하는 일을 한다.

#### 조립
케이지(cage)는 사슬을 S 자 모양으로 감고 있는 풀리 2개를 잡고 있는 부품이다. 윗쪽 풀리는 자키 풀리(혹은 가이드 풀리), 아래쪽은 장력을 잡아준다는 뜻의 텐션 풀리라고 부른다.
나사로 수평 이동한계와 용수철의 장력을 조절한다.

### 앞 변속기
앞 변속기는 사슬을 앞 사슬 톱니(체인링) 사이를 옮겨주는 일을 한다. 보통 사슬 윗쪽을 움직여 톱니를 바뀌게 하므로, 발판을 밟고 있을 때에는, 사슬에 장력이 작용하는 상태에서 제어하게 된다.

#### 조립
앞 변속기에서도 사슬이 통과하는 부분을 케이지(cage)라 부른다. 잘 조절된 상태일 때는 변속할 때 외에는 케이지에 사슬이 닿지 않도록 해야 한다. 보통 수평 이동 한계를 조절하는 나사가 두개 있다.